# 藤岡舞衣
藤岡 舞衣（ふじおか まい、2008年〈平成20年〉1月28日 - ）は、日本のファッションモデル。SANKIワールドワイド所属。

## 略歴
藤岡弘、の三女として誕生。家族構成は藤岡弘、（父）、天翔愛（長姉）、藤岡真威人（兄）、天翔天音（次姉）、藤岡舞衣。
2019年（令和元年）12月21日、小学校6年生の時に、森﨑美月・桧山ありす・八木珠梨・大里菜桜・浦田聖愛・石原咲奈・あんなと共に『第8回ニコ☆プチモデルオーディション』グランプリを受賞。2020年（令和2年）2月号から同誌専属モデルとしてデビュー。
2020年6月22日、中学校1年生の時に、『ニコ☆プチ』（新潮社）同年8月号で初表紙（後列右）を飾った。中山あやか（後列左）、犬飼恋彩（前列左）、本多萌愛（前列右）と共同。
2020年8月より、公式YouTubeチャンネル『ニコ☆プチTV』でドラマ「カバーガール」が配信され、3人組アイドルグループ「アイドール」のメンバーを演じた。
2020年、メゾピアノジュニアのイメージモデルに就任。
父および兄姉と「藤岡ファミリー」でバラエティ番組出演する。『I LOVE みんなのどうぶつ園』で、「藤岡ファミリー」は、伝統的な日本家屋で日本犬を育てるコーナーを担当した。
2020年12月22日、中学校1年時に『ニコ☆プチ』（新潮社）2021年（令和3年）2月号で2度目の表紙（右）モデルを務める。有坂心花（左）と共同。

## 人物
- 父は俳優の藤岡弘、、兄は藤岡真威人、姉は天翔愛（長姉）と天翔天音（次姉）。
- 父[注 1]と同じく、芸能活動と武道家の両立を目標とする[18]。
- テレビ朝日系列東北6局で放送された『こんな所にナゼ秘境メシ』で、野田村の電話もテレビもない民宿を訪れ、初めての父娘二人旅の気分を味わった[19][20][21]。
- 小学校6年生の時、初めてのプチモの合宿で芋掘りを体験した[22]。
- 新型コロナウイルス感染拡大の影響で、「プチ☆コレ10」は開催中止となる[23]。ニコ☆プチ編集部の呼びかけで、ファッションショーで着たいコーディネートで写真を撮り、規定のハッシュタグを付けてSNSに投稿する「ネットプチコレ」が企画され[24]、藤岡もピンクでまとめたコーディネートを投稿した[25]。
- 父の人柄を「アクション映画にはよく父親が娘のために命を懸けるシーンがありますけど、父は私たちのためなら同じことをしてしまうと思う。どうか自分の命も大切にしてください。」と評している[26]。

## 出演

### テレビ番組
- I LOVE みんなのどうぶつ園（2020年10月3日 - 、日本テレビ）[14][15][16]

### ランウェイ
- Rakuten GirlsAward 2023 AUTUMN/WINTER（2023年9月30日、幕張メッセ）[27]

### 広告
- ナルミヤ・インターナショナル メゾピアノジュニア（2020年） - イメージモデル[10]

### 舞台
- ミュージカル「浜村渚の計算ノート」（2023年） - セチ 役

## 書籍

### 雑誌
- ニコ☆プチ（2020年2月号 - 2021年6月号、新潮社） - 専属モデル[1][2]